# Valdiléia Martins
Valdiléia Martins (Querência do Norte, Paraná; 19 de setembre de 1989) és una atleta brasilera especialitzada en salt d'alçada, doble medalla d'or als Jocs Sud-americans (2010 i 2022).

## Trajectòria esportiva
Valdiléia Martins és originària d'un campament del Moviment dels Treballadors Rurals Sense Terra (MST), filla d'Israel Martins treballador de la fàbrica al costat del camp on hi ha la seu d'aquest moviment polític-social brasiler. Fou saltant saques d'arròs quan s'inicià en l'esport de l'atletisme.
Es va convertir en la segona brasilera de la història a assolir la marca d'1,90 m en salt d'alçada, en el III CBAt/CPB Challenge, celebrat a São Paulo, 2024. També va batre el rècord brasiler d'1,92 m que estava en mans d'Orlane Maria Lima dos Santos des de 1989 i es va establir a l'altitud de Bogotà. Va representar el seu país als Campionats del Món de Budapest del 2023, però no va obtenir la mínima per a disputar la final.
Als Jocs Olímpics d'estiu de 2024, als 34 anys, va aconseguir el millor resultat de la seva vida classificant-se per a la final olímpica, igualant el rècord brasiler de salt d'alçada. Va aconseguir una marca d'1,92 m, i també va intentar 3 salts a 1,95 m a la fase de classificació. En el segon dels 3 intents a 1,95 m, es va torçar el turmell. Tot i els dos dies de descans, l'atleta paranaense va ressentir-se de la lesió i va retirar-se sense poder completar cap salt.
Els seus rècords personals fins al moment són 1,92 metres a l'aire lliure (París 2024) i 1,85 metres en pista coberta (Cochabamba 2024).